# Izera (marka samochodów)
Izera – niezrealizowany projekt polskiej marki elektrycznych samochodów rozwijany w latach 2020–2024 przez spółkę ElectroMobility Poland.

## Historia

### Początki
19 października 2016 roku zainaugurowane zostało powstanie spółki akcyjnej ElectroMobility Poland, której celem była budowa samochodów elektrycznych polskiej produkcji i konstrukcji. Za inicjatywą stanęły państwowe spółki energetyczne Energa, Enea, Tauron i PGE, a także Narodowe Centrum Badań Jądrowych. Niespełna rok później, 12 września 2017 roku wyłoniono cztery zwycięskie projekty potencjalnego wyglądu przyszłych pojazdów wyprodukowanych przez spółkę, z kolei w marcu 2019 roku zapowiedziano, że prace konstrukcyjne nad pierwszymi pojazdami potrwają jeszcze kolejne 40 miesięcy. We wrześniu tego samego roku ogłoszono planowaną datę rozpoczęcia produkcji polskich samochodów elektrycznych na 2022 lub 2023 rok. W lutym 2020 roku ówczesny prezes ElectroMobility Poland, Piotr Zaremba, wskazał, że zakończono pracę nad wirtualnymi prototypami, z kolei 26 czerwca tego samego roku zapowiedziano oficjalną premierę zarówno dwóch pierwszych prototypów, jak i logo oraz markę polskich samochodów elektrycznych.

### Izera
Oficjalna prezentacja marki Izera odbyła się 28 lipca 2020 roku podczas konferencji, która transmitowana była w internecie na Facebooku. Prezentacja obejmowała zarówno przedstawienie wcześniej nieznanej nazwy i loga firmowego, jak i dwóch przedprodukcyjnych prototypów samochodów elektrycznych.
Nazwa marki pochodzi od Izery – rzeki płynącej przez Polskę i Czechy, jednego z dopływów Łaby. Przedstawiciele firmy podkreślili również, że wybrana nazwa jest łatwa do zapamiętania i wymówienia także dla osób spoza Polski, ponieważ w przyszłości firma planuje sprzedaż nie tylko na rynku krajowym, ale także na rynkach zagranicznych. Za hasło reklamowe marki przyjęto slogan „Milion powodów, żeby jechać dalej”. Logo Izery oparto o dwie części: w środku znajduje się stylizowana igła kompasu, która ma oznaczać, że marka podąża własną drogą, konsekwentnie dąży do celu i wyznacza nowe kierunki. Z zewnątrz znajduje się heksagon, który miał podkreślić nowoczesne technologie i inżynieryjny kunszt. Heksagon został podzielony na dwie części, by przypominać okalające znak ramiona, co ma oznaczać troskę i bezpieczeństwo. Integratorem technicznym samochodów marki zostało wówczas niemieckie przedsiębiorstwo EDAG Engineering. Za wygląd nowych aut odpowiadało na ówczesnym etapie włoskie studio Torino Design, a konsultantem projektu był z kolei Tadeusz Jelec, wieloletni projektant marki Jaguar.
W momencie prezentacji marki Izera w lipcu 2019 roku poruszono też temat przyszłej fabryki – wskazano, że powstanie ona w województwie śląskim – wstępnie wskazując Jaworzno, nieoficjalnie również Rudę Śląską – a jej uruchomienie ma stworzyć ok. 3000 dodatkowych miejsc pracy (oraz ok. 15 000 dla poddostawców). Stworzenie fabryki i linii produkcyjnych planowane było wówczas na 2021 rok, natomiast produkcja seryjna miała zostać rozpoczęta w III kwartale 2023 roku. W pierwszym roku produkcji ma zostać wyprodukowane 60 000 egzemplarzy samochodów, z czasem ta liczba ma wzrosnąć do 100 000 sztuk rocznie.
Do momentu prezentacji prototypowych modeli, ElectroMobility Poland przeznaczyła na dotychczasowe działania rozwojowe ok. 35 milionów złotych. Koszty, jakie tworzy budowa fabryki, wprowadzenie do produkcji i sprzedaży pierwszych pojazdów, a także promocja, czy serwis, szacuje się na 5 miliardów złotych. ElectroMobility Poland zamierza prowadzić dystrybucję samochodów bez sieci dealerskiej, wzorem np. Tesla Inc.

### Pierwsze prototypy
Dwa pierwsze samochody marki Izera otrzymały nazwę T100 oraz Z100. T100 to kompaktowy hatchback w jeżdżącej, przedprodukcyjnej formie z gotowym projektem kabiny pasażerskiej i układu napędowego, zaś Z100 to podobnej wielkości SUV, który w momencie prezentacji był jedynie glinianą skorupą zwiastującą kształt nadwozia przyszłego pojazdu. Producent zapowiada, że jego pojazdy mają być przystępne cenowo. Koszt zakupu samochodu Izera ma być niższy, niż tradycyjnego samochodu z silnikiem spalinowym. Duży rozstaw osi w obu modelach ma zapewniać odpowiednią przestronność tylnego rzędu siedzeń, z kolei sama kabina pasażerska została wyposażona w funkcjonalności jak m.in.: uchwyty dla dzieci, indukcyjna ładowarka, czy też 4 mocowania ISOFIX. Podczas prezentacji producent wskazał, że oprócz zwykłego zakupu za gotówkę dostępny będzie także system ratalny, aby całościowy koszt samochodu utrzymać na poziomie atrakcyjniejszym niż samochody spalinowe porównywalnej klasy.
Wyposażenie pojazdów Izery ma obejmować także m.in.: podgrzewaną kierownicę z programowalnymi przyciskami, regulowany tryb rekuperacji energii, dwa kolorowe wyświetlacze, w tym jeden dotykowy umieszczony centralnie na desce rozdzielczej, wirtualne wskaźniki z możliwością personalizacji, a także automatyczną klimatyzację. Jeżeli chodzi o systemy bezpieczeństwa, to samochody mają zostać wyposażone m.in. w: ESC (system stabilizacji toru jazdy), FCW (system ostrzegania przed zderzeniem), BSW (ang. blindspot warning, system wykrywania martwego pola) i TSR (system wykrywania znaków drogowych). Dzięki wyposażeniu w szereg systemów wspomagających kierowcę, samochody Izera mają zapewniać automatyzację na drugim poziomie (ADAS Level 2), co w określonych warunkach oznacza możliwość równoczesnej kontroli prędkości i toru jazdy.

### Plany dalszego rozwoju
W momencie prezentacji ElectroMobility Poland nie wskazało szczegółowych parametrów technicznych pojazdów, wskazując jedynie planowaną pojemność akumulatorów: 40 lub 60 kWh, a także zasięg (ok. 400 km), przyśpieszenie do 100 km/h (mniej niż 8 sekund), a także prędkość maksymalną równą ok. 160 km/h. Takie elementy jak platforma, zespół akumulatorów czy silniki mają zostać zapewnione przez zagranicznego dostawcę, razem z licencjami pozwalającymi na modyfikację elementów. W momencie premiery Izery, producent zdradził, że jest w stanie negocjacji z dwójką potencjalnych dostawców podzespołów technicznych. Docelowo, do 60% części samochodów ma pochodzić z krajowej produkcji. Przedstawiciele firmy są zadowoleni z osiągniętego poziomu kosztów, co ma pozwolić utrzymać zakładany poziom cenowy aut. W kolejnych latach funkcjonowania na rynku Izery, jej oferta ma zostać poszerzona przez kolejne pojazdy, których liczba ma docelowo osiągnąć 5 różnych konstrukcji.

### Fabryka w Jaworznie
W połowie grudnia 2020 roku prezes ElectroMobility Poland poinformował, że w trzecim kwartale 2021 roku rozpocznie się budowa pierwszych zakładów produkcyjnych samochodów marki Izera, za której lokalizację obrano Jaworzno w województwie śląskim. Budowa ma trwać ok. 2 lata, pozwalając na rozpoczęcie seryjnej produkcji pojazdów później niż pierwotnie zakładano – nie w trzecim kwartale 2023, lecz pierwszym 2024 roku. Na początku sierpnia 2021 roku Skarb Państwa podpisał umowę z macierzystym wobec Izery ElectroMobility Poland, dokonując ponownej dokapitalizacji akcji spółki w kwocie 250 milionów złotych. Transakcja ta ma upłynnić prace przygotowawcze związane z budową fabryki Izery w Jaworznie.

### Platforma i rewizja planów
W drugiej połowie listopada 2022 spółka ElectroMobility Poland zarządzająca marką Izera ogłosiła oficjalnie dostawcę platformy dla pierwszego seryjnego modelu, który docelowo ma stanowić rozwinięcie prototypu T100 z 2020 roku. Firma podpisała w tym celu umowę z chińskim koncernem motoryzacyjnym Geely kontrakt opiewający na kwotę 6 miliardów dolarów, w ramach którego dostarczona zostać miała modułowa platforma Sustainable Experience Architecture (SEA) wykorzystana do budowy takich modeli konglomeratu jak Smart 1 czy Zeekr X. Proces wdrożenia seryjnej Izery T100 określono wówczas na ok. 6 miliardów złotych, a wytwarzanie pierwszych sztuk miało rozpocząć się dwa lata później niż zakładano – w czwartym kwartale 2025 roku.

### Zarzucenie projektu Izera
Stale opóźniająca się data realizacji projektu budowy samochodu elektrycznego Izera została poddana kontroli w wykonaniu państwowej Najwyższej Izby Kontroli, która w raporcie opublikowanym w połowie września 2023 wyraziła także szereg krytycznych spostrzeżeń. Wskazano ryzyko dezaktualizacji pierwotnych założeń nt. rozwijanych samochodów z powodu braku ich terminowej realizacji, a także nieprawidłowości w procesie pozyskiwania publicznych środków na finansowanie projektu Izera.
Ponadto, w rezultacie wyborów parlamentarnych z października 2023 roku, w połowie grudnia tego samego roku nastąpiła zmiana sił politycznych sprawujących władzę w Polsce. W bezpośredni sposób wpłynęło to na dalsze losy projektu samochodu elektrycznego Izera. Wobec niego, przez kolejny rok trzeci rząd Donalda Tuska wypracowywał swoje własne stanowisko, czemu towarzyszyły medialne oraz polityczne spekulacji koncentrujące się na niepewności dalszych losów projektu. Od grudnia 2023 do września 2024 roku nadzorujące ówczesny projekt Izery ElectroMobility Poland czterokrotnie zmieniało zarząd. Jeszcze w sierpniu 2024 wiceminister aktywów państwowych Robert Kropiwnicki mówił o prowadzeniu do końca roku negocjacji z chińskim partnerem w sprawie uruchomienia produkcji polskiego samochodu elektrycznego. W grudniu 2024 szef resortu Jakub Jaworowski ogłosił przełom w sprawie, decydując się jednak na całkowite zarzucenie projektu pod marką Izera i odejście od planu uruchomienia w Jaworznie produkcji samochodów elektrycznych własnej marki. W zamian, rząd zapowiedział chęć utworzenia „klastra elektromobilności”, mającego prowadzić współpracę z różnymi podmiotami zagranicznymi w celu produkcji samochodów elektrycznych zewnętrznych marek na terenie Polski. Projekt Izera zarzucono po łącznie 4 latach od pierwotnego ogłoszenia tej marki w połowie 2020 roku.

### Próba reaktywacji projektu
W lipcu 2025 roku Electromobility Poland złożyło wniosek na 4,5 mld zł z Krajowego Planu Odbudowy. Kapitał ten ma posłużyć do budowy fabryki. Według prezesa Electromobility Poland - Tomasza Kędzierskiego - jeśli uda się otrzymać wspomniane 4,5 mld zł, to w połowie 2026 roku mogłaby ruszyć budowa fabryki. Budowa zakończyłaby się w ciągu 2-3 lat, a fabryka mogła by produkować do 150 tysięcy samochodów rocznie, głównie elektrycznych, chociaż spółka nie wyklucza produkcji hybryd plug-in. Marka Izera byłaby utrzymana ze względu na duża rozpoznawalność wśród konsumentów.

## Modele samochodów

### Studyjne
- Izera T100 (2020)
- Izera Z100 (2020)

### Projekty narodowego samochodu elektrycznego
- Ceer – Arabia Saudyjska
- Togg – Turcja
- VinFast – Wietnam

### Zaniechane projekty współczesnych polskich samochodów
- AK Syrena Meluzyna
- Arrinera
- Clic
- Syrenka
- Vosco S106